# Río Saija
Río Saija är ett vattendrag i Colombia.   Det ligger i departementet Cauca, i den västra delen av landet, 400 km väster om huvudstaden Bogotá.